# Пірсіл
Пірсіл (нід. Piershil) — село в нідерландській провінції Південна Голландія. Входить до муніципалітету Гуксе-Вард.
Його площа — 10,53 км², а населення станом на 2021 рік становило 1725 осіб.
Перша згадка про населений пункт датується 1452 роком.
До 1984 року мало статус окремого муніципалітету.

## Галерея

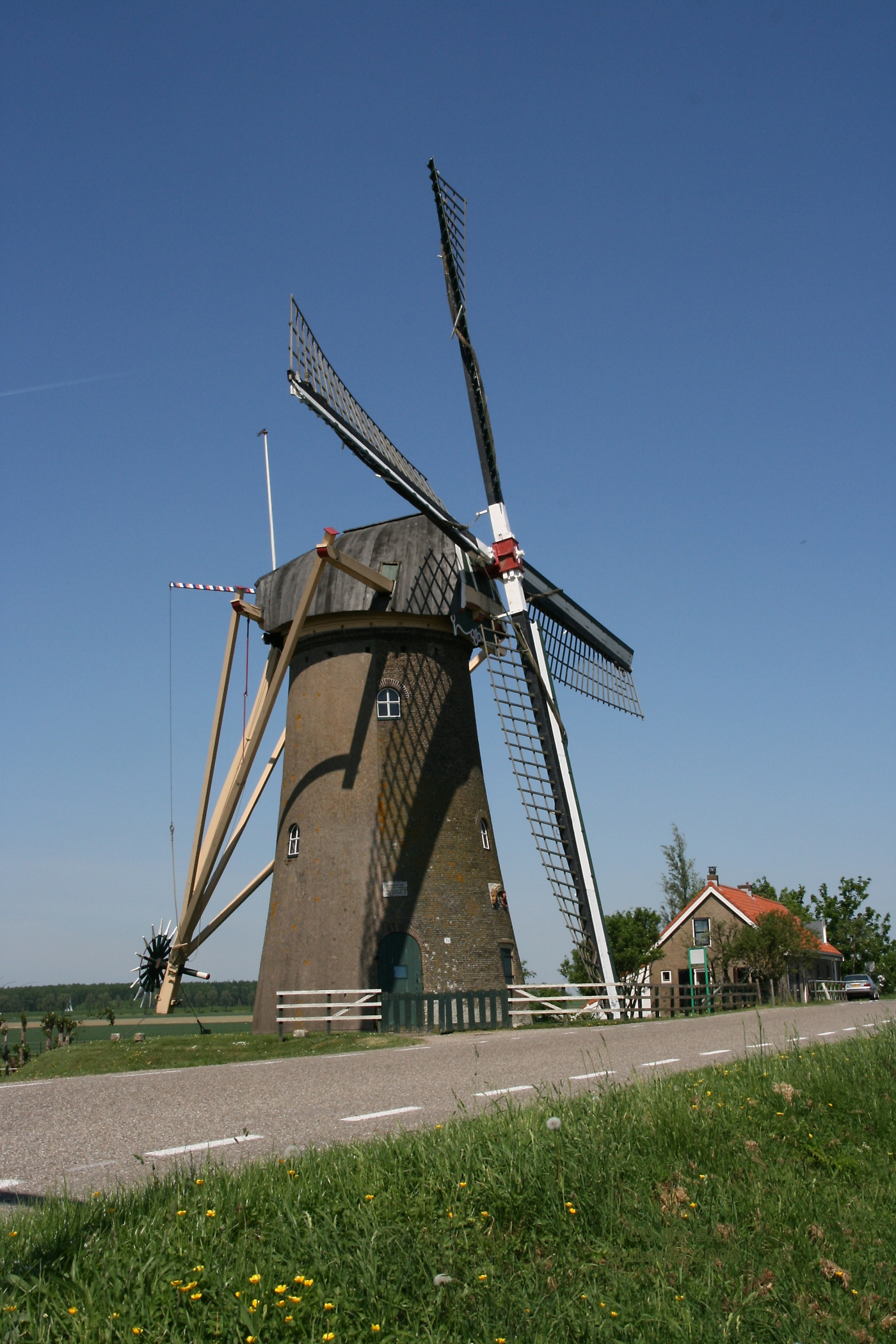
Вітряк Simonia
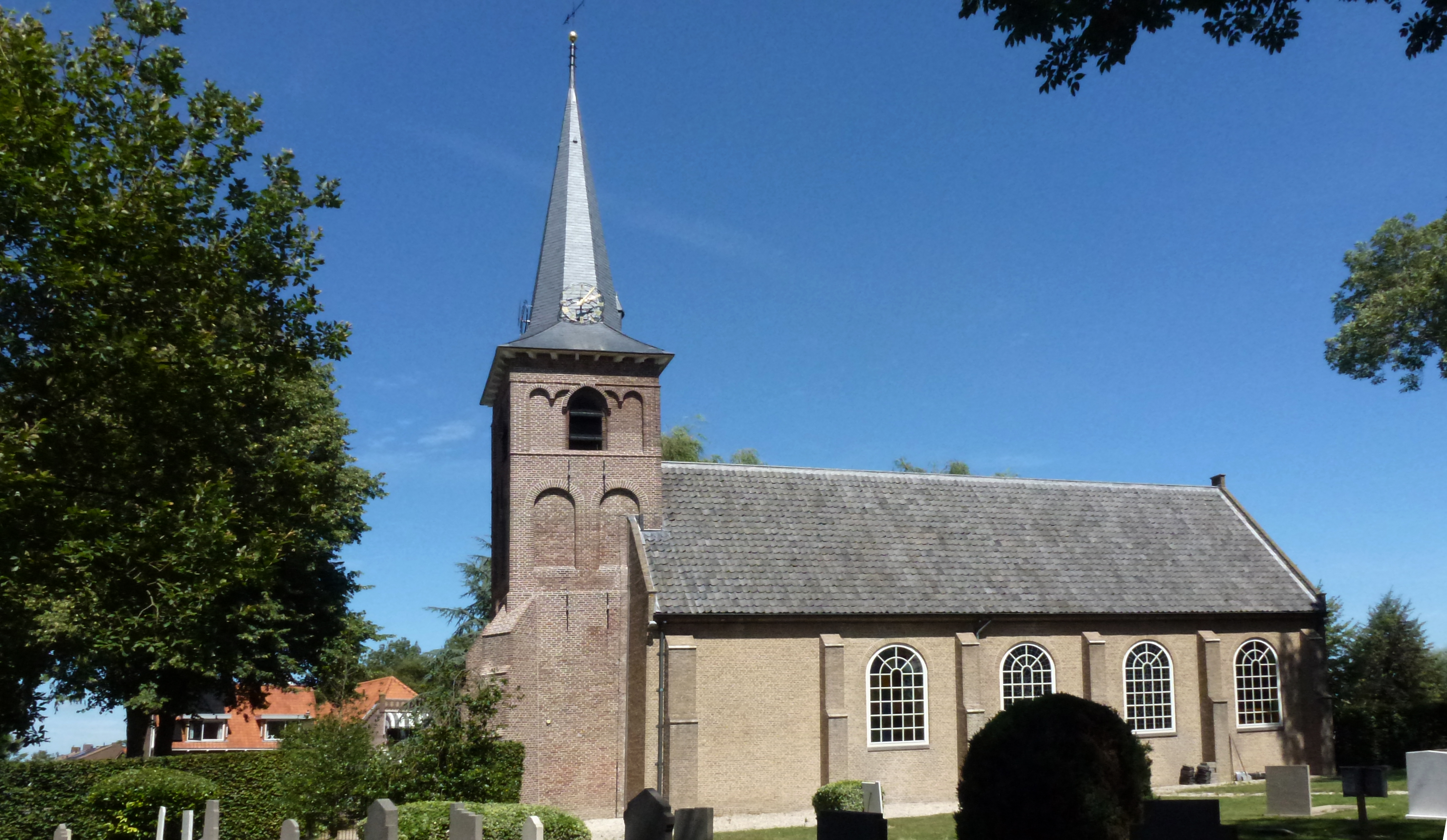
Реформістська церква